# Лісний (Куярське сільське поселення)
Лісни́й (рос. Лесной, марій. Лесной) — селище у складі Медведевського району Марій Ел, Росія. Входить до складу Куярського сільського поселення.

## Населення
Населення — 1411 осіб (2010; 184 у 2002).
Національний склад (станом на 2002 рік):
- марі — 40 %
- росіяни — 40 %